# Beryl (menedżer okien)

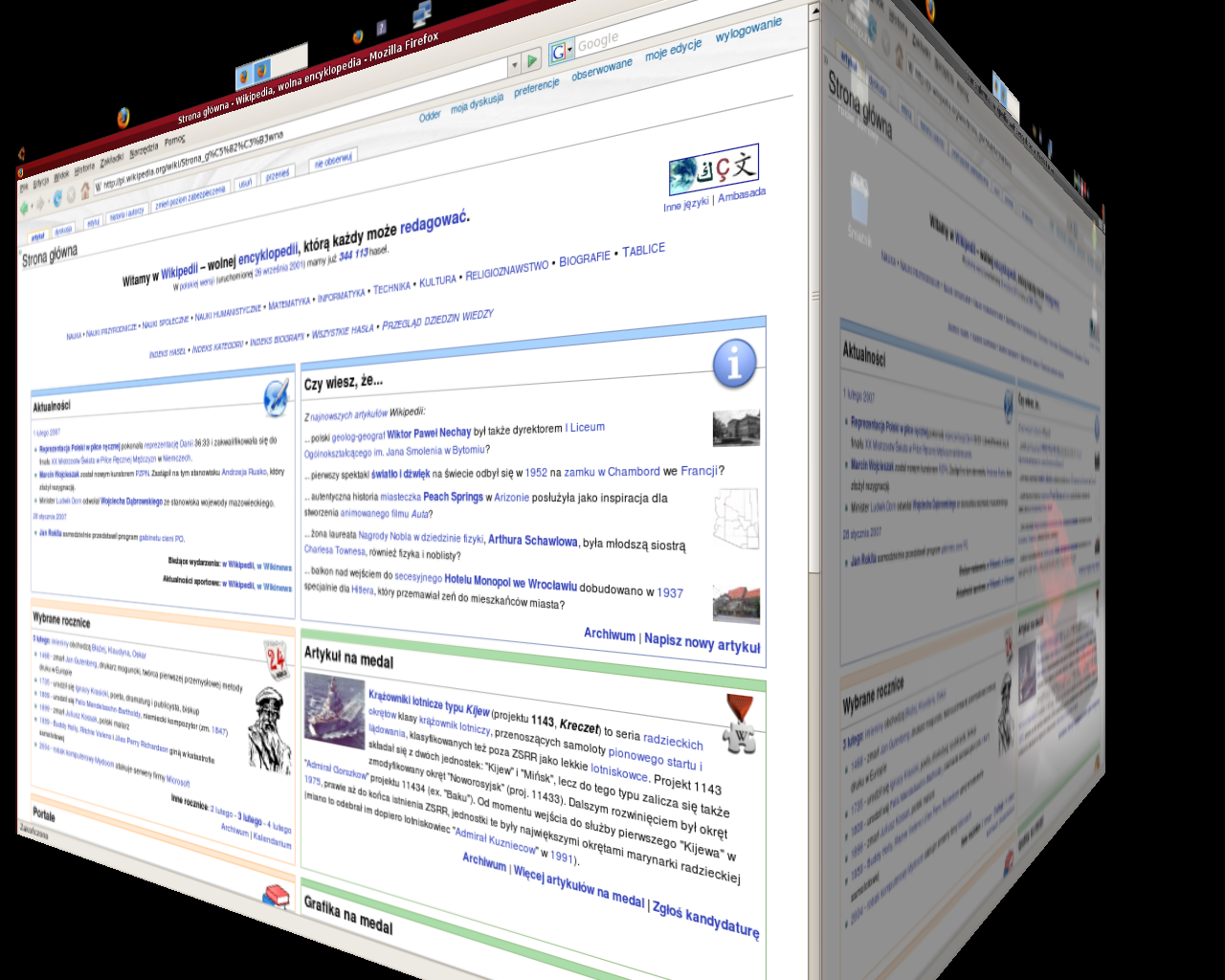
Wtyczka kostka działająca pod Ubuntu Edgy Eft. Okna przeglądarki Mozilla Firefox, otwarte na stronie głównej polskojęzycznej wersji Wikipedii, są umieszczone na dwóch ścianach kostki.

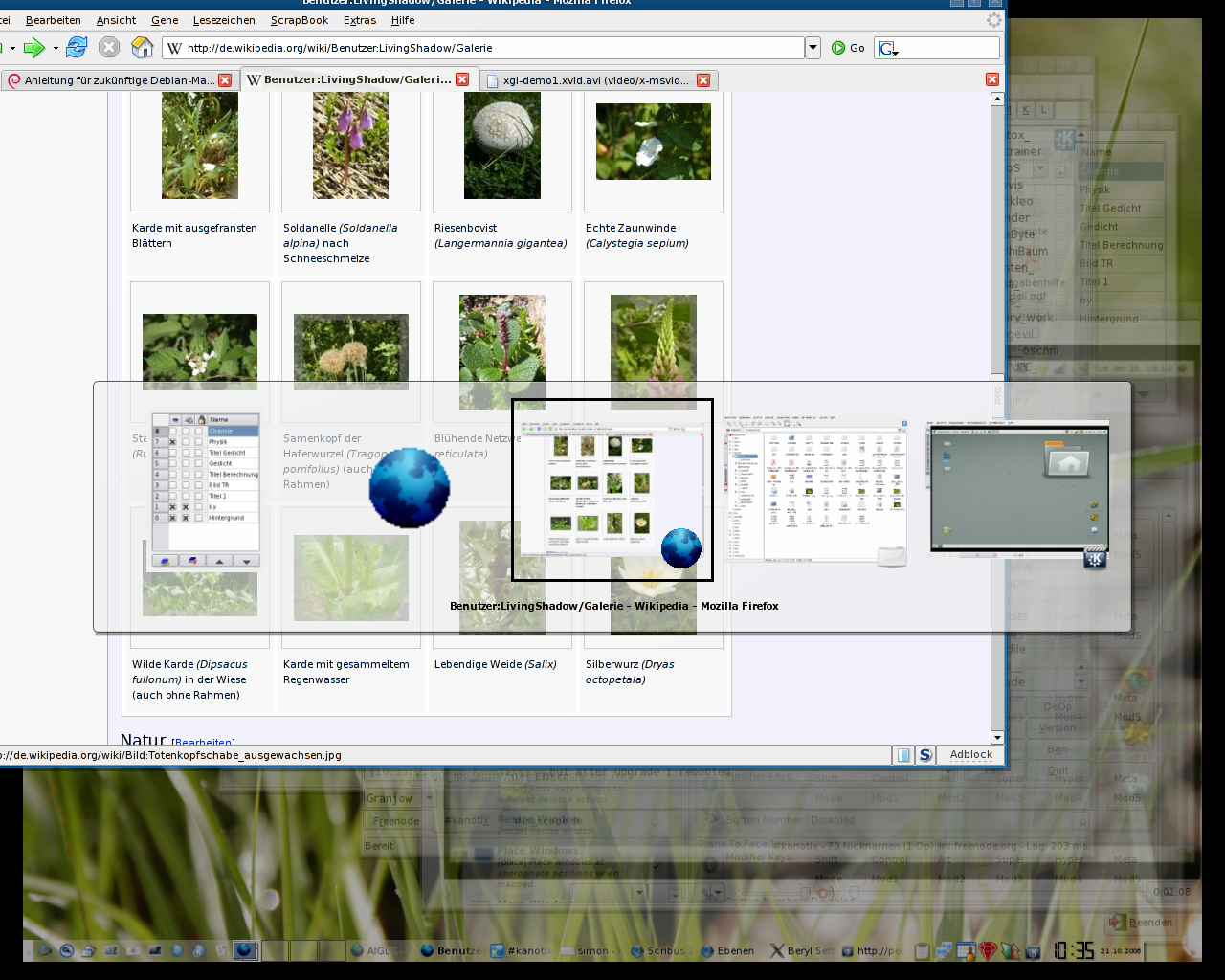
Beryl - switcher (Ubuntu)

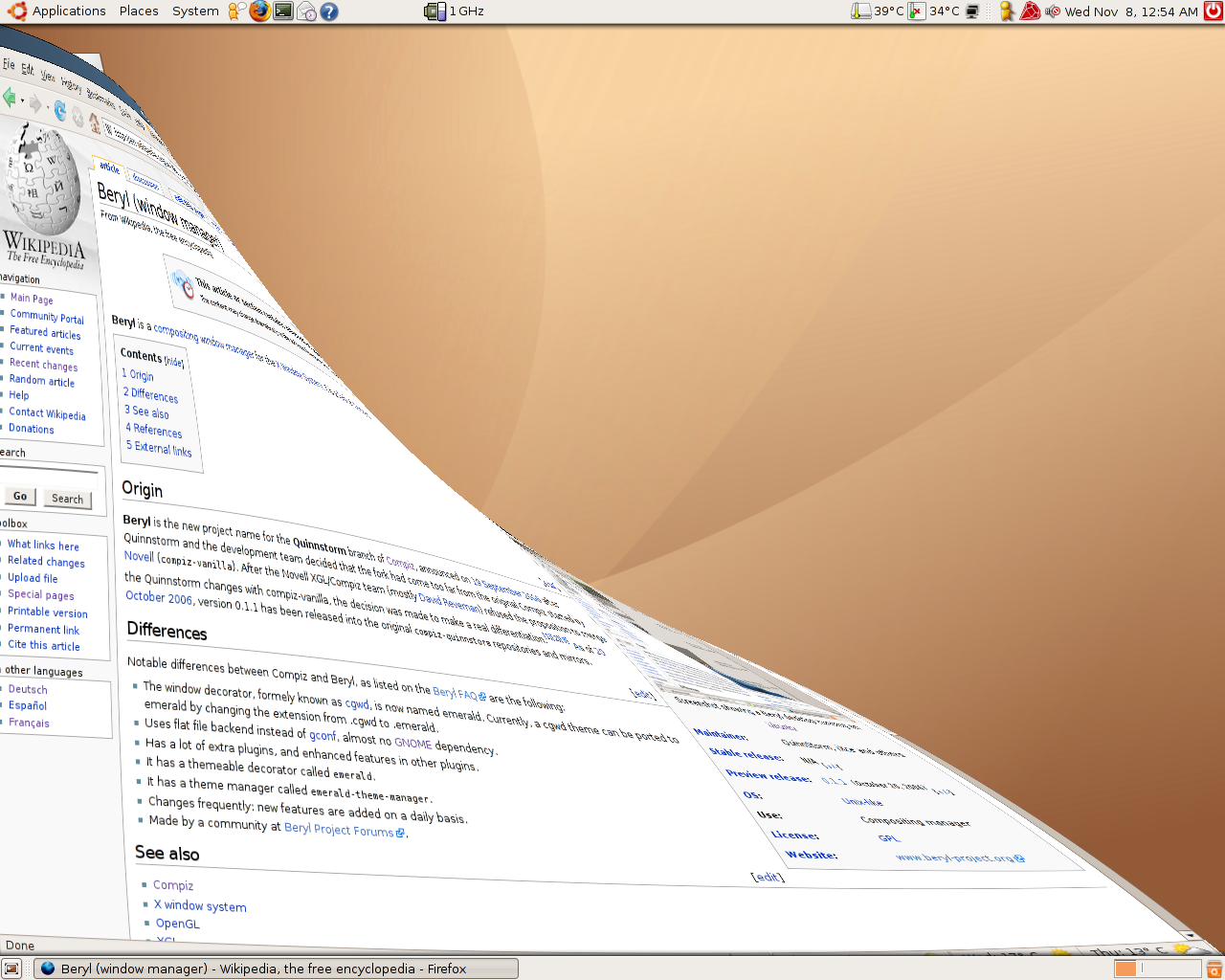
Efektowne rozciąganie okna np. przy przesuwaniu go (Ubuntu)

Beryl – otwarty menedżer okien i kompozycji dla środowiska graficznego X Window System. Jest odgałęzieniem projektu Compiz, z którym później znów się scalił, tworząc projekt Compiz Fusion.

## Historia

### Beryl
Beryl jest nową nazwą projektu programistki, znanej jako Quinnstorm. Początek projektu Beryl ogłoszono 18 września 2006 r., po tym, gdy twórcy stwierdzili, że ich kod zbyt różni się od oryginalnego projektu Compiz, zapoczątkowanego przez Novell (compiz-vanilla). Rozdzielenie przyśpieszył fakt, że programiści XGL i Compiza (głównie David Reveman) odmówili połączenia ich kodu ze zmianami wprowadzonymi przez Quinnstorm. 29 września 2006 r. wypuszczono wersję 0.1.0, już pod nazwą Beryl, zamiast dotychczas używanej compiz-quinnstorm.

### Compiz Fusion
Wskutek dyskusji, pomiędzy społecznościami Beryla i Compiza doszło do porozumienia w sprawie złączenia obu projektów. Wspólny projekt przyjął nazwę Compiz Fusion. System ten bazuje na ostatnim jądrze Compiza i będzie dostarczał najlepszych wtyczek, dekoracji okien, narzędzi do konfiguracji i powiązanych aplikacji z obydwu projektów.

## Różnice pomiędzy Berylem a Compizem
Główne zmiany w projekcie Beryl w stosunku do Compiz są następujące:
- Dekorator okien, wcześniej znany jako cgwd, został nazwany Emerald. Schematy wykorzystywane przez cgwd mogą być importowane do Emeralda przez zwykłą zmianę rozszerzenia pliku z motywem z .cgwd na .emerald.
- Ustawienia zapisywane są w plikach zamiast wykorzystywania gconf.
- Większa liczba wtyczek.
- Posiada trzy dekoratory okien: Emerald, Heliodor i Aquamarine.
- Posiada menedżera motywów okien: emerald-theme-manager.
- Duża częstotliwość ukazywania się zmian.
- Tworzone przez społeczność: Beryl Project Forums.

## Dekoratory okien
Podobnie jak Compiz, ale w przeciwieństwie do tradycyjnych menedżerów okien, Beryl przekazuje rysowanie obramowań okien do osobnego procesu, nazwanego dekoratorem okien (ang.: window decorator). Obecnie istnieją trzy dekoratory:
- Emerald, domyślny dekorator okien, kontynuacja cgwd, obsługuje własny format plików i obsługuje przezroczystość. Jako jedyny uważany jest za stabilny.
- Heliodor, odgałęzienie dekoratora okien Compiza gtk-window-decorator, obsługuje motywy Metacity.
- Aquamarine wykorzystywany pod KDE, wykorzystuje motywy KWin.